# Lista över superintendenter i Narva och Ingermanlands stift
Detta är en lista över superintendenter i Narva och Ingermanlands stift.

## Superintendenter
- 1641-1657: Henrik Stahell
- 1658-1663: Johannes Rudbeckius d.y.
- 1663-1664: Petrus Brommius
- 1664-1665: Salomon Matthiae
- 1666-1672: Abraham Thauvonius
- 1673-1678: Erik Albogius
- 1678-1681: Petrus Bång
- 1684-1688: Johannes Gezelius d.y.
- 1688-1700: Jacob Lang
- 1700-1701: Nikolaus Bergius
- 1701-1704: Johannes Rungius